# Njogu Touray
Njogu Touray (Serekunda, 15 de abril de 1960) es un artista contemporáneo de Gambia.
Autodidacta, de niño experimentó con diversos materiales haciendo máscaras y linternas que vendía en la calle. 
Su padre era un eminente artesano en Banjul.